# Krušedol Selo
Krušedol Selo (en serbe cyrillique : Крушедол Село) est un village de Serbie situé dans la province autonome de Voïvodine. Il fait partie de la municipalité d’Irig dans le district de Syrmie (Srem). Au recensement de 2011, il comptait 340 habitants.
Avec Velika Remeta, Krušedol Selo forme une communauté locale, c'est-à-dire une subdivision administrative, de la municipalité d'Irig. Krušedol Selo est aussi connu sous le nom de Krušedol. Un autre Krušedol, Krušedol Prnjavor, est situé à proximité. Sur le territoire du village se trouve le monastère de Krušedol, un des 16 monastères orthodoxes serbes de la Fruška gora. 

## Géographie

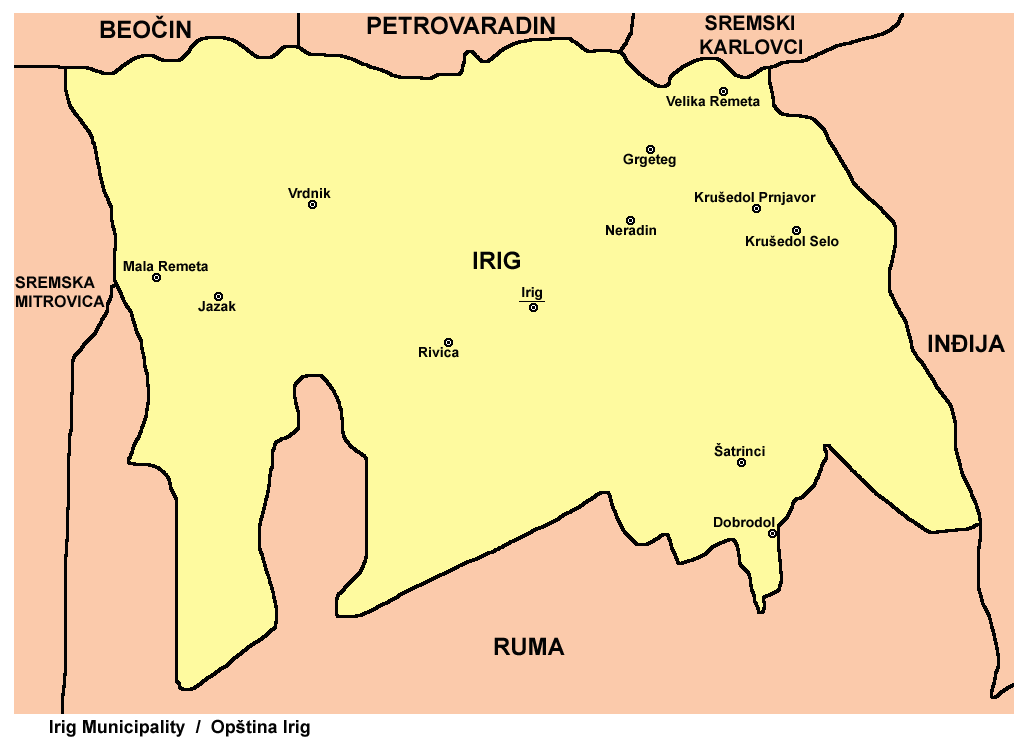
Localisation de Krušedol Selo dans la municipalité d'Irig

Krušedol Selo se trouve dans la région de Syrmie, au pied du versant méridional de la Fruška gora. Le village se trouve dans la vallée du Šelevrenac, au nord-est d'Irig, le centre administratif de la municipalité.

## Histoire
La date de fondation de Krušedol est inconnue mais, d'après les historiens, elle remonterait à la fin du XVe siècle. Selon l'historien D. Popović, le village aurait été offert par le roi Ferdinand Ier de Hongrie à Radoslav Čelnik et à son fils Stefan en 1529 pour les remercier de leur engagement dans la lutte contre les Ottomans. Il est mentionné pour la première fois en 1702 et il figure sur une carte de la Syrmie datant de 1730. En 1734, il comptait 52 foyers, en 1768 83 foyers et en 1791 96 foyers et 556 habitants. Au moment de la « peste d'Irig » (en serbe : Iriška kuga), en 1795-1796, Krušedol ne comptait plus que 61 habitants dont 49 trouvèrent la mort.

## Démographie

### Évolution historique de la population
| 1948 | 1953 | 1961 | 1971 | 1981 | 1991 | 2002 | 2011 |
| ---- | ---- | ---- | ---- | ---- | ---- | ---- | ---- |
| 450  | 508  | 568  | 508  | 424  | 372  | 388  | 340  |

|  |

### Données de 2002
Pyramide des âges (2002)
En 2002, l'âge moyen de la population était de 41,7 ans pour les hommes et 45,7 ans pour les femmes.
Répartition de la population par nationalités (2002)
En 2002, les Serbes représentaient 96,1 % de la population.

### Données de 2011
En 2011, l'âge moyen de la population était de 46,4 ans, 43,6 ans pour les hommes et 49,3 ans pour les femmes.

## Économie
L'activité économique du village est centrée sur l'agriculture ; on y cultive des céréales, des plantes fourragères et des légumes.

## Vie locale
Krušedol Selo abrite une antenne de l'école élémentaire Dositej Obradović d'Irig ; elle a été construite après la Seconde Guerre mondiale. Le village possède également une maison de la culture, un centre médical et une poste. Le centre culturel abrite les archives de la communauté locale ; on y trouve aussi les locaux du club de football local, le FK Krušedol, et ceux de la société de chasse Fazan.

## Tourisme

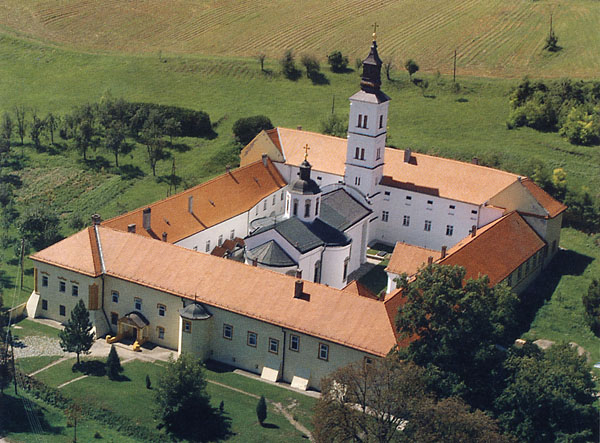
Le monastère de Krušedol

Sur le territoire du village se trouve le monastère de Krušedol, fondé entre 1509 et 1516, par l'évêque Maksim et par sa mère Angelina Branković ; les despotes serbes Stefan Lazarević et Đurađ Branković, ainsi que deux patriarches de l'Église orthodoxe de Serbie, y ont été enterrés ; le monastère est aujourd'hui inscrit sur la liste des monuments culturels d'importance exceptionnelle de la république de Serbie.
L'église de la Présentation-du-Christ-au-Temple de Krušedol, construite entre 1512 et 1516, est elle aussi inscrite sur la liste des monuments culturels d'importance exceptionnelle ; elle abrite une iconostase peinte en 1763 par Dimitrije Bačević, probablement avec la collaboration de Teodor Kračun.

## Transport
Une ligne d'autobus régulière relie le village à Irig, Ruma, Sremski Karlovci et Novi Sad.